# Eitel Friedrich Moellhausen
Eitel Friedrich Moellhausen, talvolta citato con la grafia Möllhausen (Smirne, 1913 – Monza, 1988), è stato un diplomatico tedesco, console generale a Roma nel periodo di occupazione tedesca della città durante la seconda guerra mondiale.

## Biografia
Nato nella città turca di Smirne da padre tedesco e madre francese, studiò e trascorse la gioventù a Berlino, Trieste e Marsiglia, apprendendo con uguale padronanza tedesco, italiano e francese.
Pur non essendo iscritto al partito nazista, alla vigilia della guerra nel 1939, grazie alle sue conoscenze linguistiche, diventò funzionario del ministero degli Esteri. Lavorò a Parigi con Otto Abetz, ambasciatore del Reich in Francia. Successivamente fu inviato in missione in Siria, nelle colonie francesi dell'Africa, a Vichy (capitale del governo collaborazionista di Pétain) e a Tunisi. Lo scopo della Germania era impedire che il generale francese de Gaulle e i suoi sostenitori togliessero al governo di Pétain i territori francesi d'oltremare.
Durante l'occupazione tedesca di Roma, ricoprì la carica di console generale in sostituzione dell'ambasciatore Rudolf Rahn, trasferitosi nel Nord Italia presso il governo della Repubblica Sociale Italiana (RSI). In seguito all'attentato di via Rasella compiuto dai GAP comunisti il 23 marzo 1944, Moellhausen si oppose insieme ad Eugen Dollmann al proposito del generale Kurt Mälzer, comandante militare della città, di radere al suolo l'intero isolato tra via Rasella e via delle Quattro Fontane.
Negli ultimi mesi del conflitto, fu trasferito sul lago di Garda presso il governo della RSI, diventando uno degli interlocutori preferiti di Benito Mussolini. In questo periodo si recò spesso a Berlino per discutere con Joachim von Ribbentrop, ministro degli Esteri del Reich, circa la possibilità di un negoziato segreto con gli americani, per convincerli della necessità di una pace che permettesse di unire le forze contro l'Unione Sovietica. Per attuare tale progetto, Moellhausen cercò senza successo di stabilire un contatto con gli Alleati occidentali prima a Madrid e poi a Lisbona.
Alla fine del conflitto, Moellhausen fu recluso per qualche mese in un campo di concentramento alleato e poi liberato. Nel dopoguerra fu chiamato a testimoniare per alcuni generali tedeschi processati per crimini di guerra, tra cui il feldmaresciallo Albert Kesselring, comandante della Wehrmacht in Italia. In seguito, si stabilì con la moglie italiana in Lombardia, dove avviò un'attività imprenditoriale nel campo della produzione e distribuzione di materie prime per l'industria chimica. Sulla sua esperienza di diplomatico pubblicò due libri di memorie: La carta perdente (1948) e Il giuoco è fatto! (1951). Morì a Monza nel 1988. La schermitrice Nathalie Moellhausen è sua nipote.

## Opere
- Eitel Friedrich Moellhausen, La carta perdente. Memorie diplomatiche 25 luglio 1943-2 maggio 1945, a cura di Virginio Rusca, Roma, Sestante, 1948.
- Eitel Friedrich Moellhausen, Il giuoco è fatto!, Firenze, Sansoni, 1951.